# Логіко-філософський трактат
Логіко-філософський трактат (лат. Tractatus Logico-Philosophicus, нім. Logisch-philosophische Abhandlung) — філософська праця австрійського філософа Людвіга Віттгенштайна, що побачила світ у 1921 році й вважається однією з найважливіших робіт з філософії XX століття. Трактат ставить перед собою амбіційне завдання — визначити відношення між мовою і реальністю та окреслити межі наукового пізнання. На думку Джорджа Мура латинська назва є омажем «Богословсько-політичному трактату» Баруха Спінози.
Віттгенштайн записав свої думки, зібрані в  «Трактаті», на фронті Першої світової війни, й завершив книгу у відпустці влітку 1918 року. Книжка вийшла в 1921-му під назвою Logisch-Philosophische Abhandlung. Трактат здобув популярність серед логічних позитивістів Віденського гуртка, таких як Рудольф Карнап та Фрідріх Вайсманн. Стаття Бертрана Расселла «Філософія логічного атомізму» була подана як ідеї, навіяні  Віттгенштайном.
«Трактат» використовує стислий й жорсткий літературний стиль. Доведень практично нема, твердження декларативні, а інші міркування подаються як самоочевидні. Твердження нумеровані, сім основних афоризмів складають найвищий рівень (номери 1-7), коментарі й уточнення положень наведено як підпункти (наприклад 1, 1.1, 1.11, 1.12, 1.13). Усього є 526 нумерованих тверджень.

## Побудова
Попри назву, «Трактат» не можна вважати підручником. Його відкриває передмова, в якій автор проголошує: «Цю книжку, мабуть, зрозуміє тільки той, хто вже сам колись передумав висловлені у ній чи принаймні подібні до них думки. Отже, це не підручник. Мети книжки було б досягнуто, якби хтось, із зрозумінням читаючи її, отримав задоволення». Тож, на думку автора, в книзі нема тез, висловлених точно. Цей ненавчальний аспект праці частково пояснює загалом не навчальний її аспект — Віттгенштейн проголошує афоризми без пояснень і без прикладів. Оскільки читач, мовляв, уже сам розмірковував над цими питаннями, то аргументи не особливо потрібні.
Структуру праці можна розчленувати так:
- Секції 1. та 2. стосуються питань «онтології». Це метафізика  «Трактату».
  - 1. стосується світу.
  - 2. стосується природи фактів.
- Секції 3. — 6. говорять про образ світу.
  - 3. розробляє поняття образу.
  - 4. висвітлює філософію мови й концепцію Віттгенштайнової філософії.
  - 5. та 6. подають «теорію» логіки та її природи.
- Останній афоризм, 7. формулює невимовний аспект вмісту «Трактату».

Поряд із реальною структурою книги, можна також розглянути інший план твору, спираючись на таке твердження Віттгенштейна:
Моя книга складається з двох частин: тієї, яка представлена тут, і тієї, яку я не написав. І саме ця друга частина є важливою. Моя книга відслідковує так би мовити внутрішні межі  етичної сфери, і я переконаний, що це ЄДИНИЙ строгий підхід до окреслення цих меж. Говорячи стисло, на мою думку, там губляться сьогодні інші, мені вдалося розкласти все по поличках, замовкнувши.
Тож, можна розглядати план книги як частину написану й частину ненаписану.

## Афоризми
На найвищому рівні книга складається з семи афоризмів, пояснених і уточнених у тексті додатковими афоризмами.
Український переклад подається за виданням 1995 року у видавництві Основи. Паралельно наведено оригінальне німецьке формулювання, оскільки українські терміни не повністю відповідають німецьким, і повне задоволення від читання можна отримати лише від оригіналу. 
Афоризми суть:
| 1. Світ є все, що є подією. | Die Welt ist alles, was der Fall ist. |
| 2. Те, що є подією, фактом, є існуванням станів речей.                                                                              | Was der Fall ist, die Tatsache, ist das Bestehen von Sachverhalten.                                                                                  |
| 3. Логічним образом фактів є думка.                                                                                                 | Das logische Bild der Tatsache ist der Gedanke. |
| 4. Думка є змістовним реченням. | Der Gedanke ist der sinnvolle Satz. |
| 5. Речення є функцією правдивості елементарних речень.                                                                              | Der Satz ist eine Wahrheitsfunktion der Elementarsätze.                                                                                              |
| 6. Загальна форма функції правдивості така: {\displaystyle [{\bar {p}},{\bar {\xi }},N({\bar {\xi }})]}. Це загальна форма речення. | Die allgemeine Form der Wahrheitsfunktion ist: {\displaystyle [{\bar {p}},{\bar {\xi }},N({\bar {\xi }})]}. Dies ist die allgemeine Form des Satzes. |
| 7. Про те, про що не можна сказати, треба мовчати.                                                                                  | Wovon man nicht sprechen kann, darüber muß man schweigen.                                                                                            |

## «Онтологія»
Трактат починається з афоризмів, що стосуються онтологічних питань. Ці твердження з точки зору автора не є власне онтологією, тому їх взято тут у лапки, однак у вільному викладі їх можна і треба трактувати як онтологічні, оскільки вони окреслюють думки автора про світ, речі та образи.

### Факт
Факт є одним із найважливіших понять «Трактату». Його автор запроваджує у другому реченні (1.1).
1.1. Світ є сукупністю фактів, а не речей.
1.2. Світ розпадається на факти.
Світ не сукупність речей: дерев, людей, міст, літаків тощо. Він складається з фактів, таких як «Вікіпедія є енциклопедією», «Іван любить Іванку», «Вікіпедія не є музикальним жанром». Тут прослідковується атомістичний аспект філософії Віттгенштайна, світ є сукупністю простих складових, які можна вичленити за допомогою аналізу. На відміну від Расселла для Віттгенштайна такими елементарними складовими є факти, а не речі, і саме факти виступають як фундаментальні логічні елементи світу.
Факт визначається, як те, що має місце, що також можна перекласти як подія. Факт відповідає критерію незалежності, він може «мати місце, або не мати місця, а все решту залишитися таким як є» (1.21).

#### Факт і об'єкт
Хоча для Віттгенштайна факт є базовим поняттям, він сам складається з об'єктів. Утім, побудова є лише теоретичною — об'єкт існує тільки в факті, інакше його годі пізнати. Тому, що об'єкт не можна уявити собі поза фактом, саме факт, а не річ виступає в ролі базового елемента, який автор вибрав для своїх міркувань. У наведеному прикладі не можна безпосередньо пізнати «Івана» чи «Іванку». Ці два об'єкти є абстрактними, якщо їх взяти окремо від фактів. Об'єкт «Іван» уявляється тільки через факти, наприклад «Іван чорнявий», «Іван любить Іванку» тощо.
Віттгенштайн розрізняє два типи об'єктів:
- Конкретності
- Властивості та відношення

Наприклад, «Вікіпедія» є конкретністю, а «є енциклопедією» — це властивість. Факт"Вікіпедія є енциклопедією" складається з двох об'єктів: конкретності та властивості. У факті «Іван любить Іванку» є дві конкретності та відношення «любити», тобто об'єктів три. Отже, онтологія Віттгенштайна сильно перекликається з логікою, два типи об'єктів, які вона пропонує відповідають двом типам логічних операцій: функціям та аргументам.
Ця атомістична теорія створює проблему: якщо факт розкласти на об'єкти, то певні факти матимуть однакову композицію. «Іван любить Іванку» має ті ж складові, що й «Іванка любить Івана». Всупереч Расселлу, який допускає існування в факті додаткових складових, що дозволяють розрізнити між цими реченнями, Віттгенштайн запевняє, що різниці в складових нема. Він відстоює положення, що факти мають структуру, і саме ця структура дозволяє розрізнення. Але це структура сама собою не є складовою факту.
Нехай «R», «a», та «b» є складовими різних фактів: «aRb» та «bRa». Расселл розмірковує так:
C1(R, a, b): C2(R, a, b)
Елемент C розрізняє «aRb» та «bRa». В одному випадку це елемент C1, а в іншому C2, різниця міститься в факті як додаткова складова. Саме проти такого розв'язку Віттгенштайн заперечує, стверджуючи, що факти мають структуру.

#### Факт і стан речей
На думку Віттгенштайна об'єкти зв'язані між собою визначеним способом. Віттгенштайн називає зв'язок об'єктів «фактом» (Tatsache) або станом речей (Sachverhalt). Різницю між Tatsache та Sachverhalt встановити не просто, і це створює численні проблеми коментарям «Трактату».
Запропоновано дві інтерпретації:
1. Факт складний; стан речей простий.
2. Факт реальний; стан речей можливий.

##### (1) Складне і просте
Першу з інтерпретацій пропонує в передмові до «Трактату» Бертран Расселл, інші критичні аналізи теж підтримують її. Вона опирається на певні твердження на зразок:
4.2211 Навіть якби світ був необмеженою сукупністю, де кожен факт складався б із необмеженої кількості станів речей, а кожен стан речей — із необмеженої кількості об'єктів, то й тоді мали б бути об'єкти і стани речей.
Або також на лист Расселлу в «Нотатниках 1914—1916»:
|  | Яка різниця між Tatsache [=факт] та Sachverhalt [=стан речей]? Sachverhalt відповідає Elementarsatz [=атомарні речення], якщо він істина. Tatsache відповідає логічному добутку елементарних тверджень, коли цей добуток істина. Причина, чому я ввів Tatsache перед Sachverhalt потребувала б довгого пояснення. |

Тому слід розуміти різницю між Tatsache та Sachverhalt як різницю між складним і простим. Таке тлумачення виправдує переклад Sachverhalt як «атомарний факт». Це простіший факт. Тож, маємо три рівні: факт, що розпадається на атомарні факти, які в свою чергу розпадаються на об'єкти.

##### (2) Реальне і можливе
Друга інтерпретація пропонує розглядати Tatsache як Sachverhalt, що існує, що «має місце». Вона опирається на інші твердження:
1.1. Світ є сукупністю фактів, а не речей
2.04. Сукупність станів речей, що існують, є світом
4.21 Найпростіше речення, елементарне речення, стверджує існування стану речей
Тож Sachverhalt стає Tatsache коли він має місце. Окрім існування різниці між ними нема. Факт реальності (існування) чи нереальності визначає статус зв'язку об'єктів. Коли такий зв'язок можливий, то це Sachverhalt, а коли реальний, то це Tatsache.
Отже, «Трактат» містить афоризми на користь цих двох інтерпретацій. В першому з англійських перекладів Браян Макгіннесс пропонує цікаву версію другої інтерпретації, що начебто дозволяє обійти труднощі. На його думку факти складаються з станів речей по іншому, ніж стани речей складають частину фактів. Стани речей припускаються фактами як можливості реалізації Факти є тими станами речей, що реалізуються, можливе стає реальним.
|  | Факт (за означенням реальний) припускає реалізацію одної або кількох можливостей. У свою чергу ці можливості можна осягнути тільки як те, що ми можемо ухопити як потенціал незалежно від його реалізації. Іншими словами, ми не можемо стверджувати факт інакше, ніж наче ми отримали доступ до набору можливостей, які ми уявляємо подумки. |

Саме так «Трактат» тлумачать сьогодні. Перша інтерпретація, яка спочатку породила інтерес до книги, має певні труднощі. Якщо факт справді складається з речей, то він втрачає простоту — не може більше виконувати функцію логічних атомів світу, ця роль розвинулась в понятті стану речей. Друга інтерпретація отримує перевагу.

#### Позитивний і негативний факт
Схоже, що Віттгенштайн розрізняє два типи фактів: позитивні і негативні.
2. Те, що є подією, фактом, є існуванням станів речей.
2.06 Наявність і відсутність станів речей є дійсністю. (Наявність станів речей ми називаємо також позитивним фактом, а їхню відсутність —негативним.)
Тут «Трактат» знову подає неоднозначність. Можна подумати, що Віттгенштайн звертається до дійсної різниці між двома типами фактів:
- Позитивні факти, як от «Трактат — це книга»
- Негативні факти, як от «Трактат — не банан»

Позитивні факти тоді відповідали б логічному виразу типу «Pa» ; а негативні — типу «¬Pa».
Така позиція, проте, зовсім не те, що має на увазі автор «Трактату». Віттгенштайн відмовляється визнати те, що заперечення (¬) корелює з реальністю. Знак «¬» не відповідає в реальності нічому. Якби було так, то слід би було визнати нееквівалентність тверджень «Pa» і «¬¬Pa». Перший вираз має на два знаки менше, ніж другий. Якби знаки відповідали б чомусь у світі, ці два твердження не відповідали б одній і тій же речі. А от твердження «Pа» та «¬¬Pa» мають для Віттгенштайна однаковий репрезентативний вміст.
Треба розуміти, що для нього «Pa», «¬Pa» та "¬¬Pa " відсилають до одного стану речей, реалізацію якого ці речення стверджують чи заперечують. Тож різниця між позитивними та негативними фактами є справою мови, тільки в мові вона функціонує. Говорити про негативні факти не слід.

### Об'єкт
Поряд з поняттями факту та стану речей, поняття об'єкту є однією з онтологічних підвалин «Трактату».
На відміну від факту об'єкт не є складовою світу. Його постулюють, але його не можна насправді осягнути.

#### Об'єкт і факт
На думку Віттгенштайна факт є найпростішим елементом, до якого може прийти аналіз. Водночас факт визначається як сполучення об'єктів, тобто щось, що складається простіших частин. Протиріччя тут немає. Факт —  це те, що найпростіше реально, а об'єкт — найпростіше теоретично. 
Залишок аналізу світу є сукупністю фактів, але за фактами стоять об'єкти, які утворюють ці факти. Тож Віттгенштейн змушений постулювати об'єкти. Якщо існує складне, повинно існувати просте. Аналіз повинен на чомусь кінчатися, продовжуватися до нескінченності не годиться. Тут проглядається маніфестація автором атомізму.
Тож об'єкт простий, але розглядати його у всій простоті не можна. Об'єкт завжди зв'язаний з іншими об'єктами, і неможливо пізнати його без цього зв'язку. Так факт стає насправді найпростішим елементом — об'єкт простий, та доступитися до нього напряму неможливо, можна лише абстрагувати його, виходячи з фактів.

#### Форма об'єкта
Віттгенштайн стверджує, що об'єкти мають форму. Вона полягає в можливості їхньої присутності в станах речей (2.0141). Іншими словами, об'єкт не може мати зв'язок із будь-яким іншим. Він може фігурувати в певних сполученнях з певними іншими об'єктами. Ця форма властива об'єкту невід'ємно — можливість комбінації об'єкту з іншими уже задана в об'єкті. 
Знати об'єкт означає знання того, в яких станах речей він може фігурувати, а в яких не може. Знати, що таке олівець, означає знати, що ним можна писати, що його можна застругувати, що він може бути різних кольорів тощо.
Це знання станів речей, у яких може фігурувати об'єкт, реалізується через вживання назв. Вміння вживати назву «олівець» означає знання речень, в яких ця назва зустрічається, що слідує зі знання станів речей, у яких фігурує об'єкт «олівець». 

#### Об'єкт і назва
Віттгенштайн по суті встановлює паралель між світом та мовою. Речення відображають факти, а назви — об'єкти. Виходячи з такої позиції, можна стверджувати, що об'єкт є значенням назви. Об'єкт є тим, на що вказує назва.
Об'єкт має визначальну роль для визначення змісту — речення, назви якого не вказують на об'єкти, Віттгенштейн вважає псевдо-реченнями, вони беззмістовні.
Тож ту ідею, що назва позначає об'єкт, у тлумаченні Віттгенштайна не слід розуміти, як щось реальне: ні об'єкт, ні назву не можна розміри прямо. Як наслідок «назва позначає об'єкт» тільки теоретично (3.203). Значення назви це по суті її вжиток, тобто речення, в яких вона може фігурувати. «Якщо знак не має вжитку, він не має значення» говориться в афоризмі 3.328.

#### Об'єкт і субстанція
2.021 Предмети утворюють субстанцію світу.
Субстанція визначається як те, що існує незалежно від усього, що є фактом (2.024). Якими б не були реалізовані стани речей, субстанція не змінюється. Тож усі можливі світи мають спільними свої об'єкти.
Постулювання субстанції є першопричинним для «Трактату». Тут Віттгенштайн відстоює концепцію істини як відповідності, яка виходить із припущення можливості порівняння твердження і факту. Якщо субстанції немає, порівняти твердження з реальністю неможливо, значення істинності твердження залежить від системи тверджень, серед яких воно знаходиться (2.0211).
Тож субстанція постулюється не просто так — вона відіграє центральну роль у творі. Без субстанції зникає навіть можливість змісту. Без предмету, якого стосується назва, назва не має значення. І тоді розвалюється межа змісту й нісенітниці — тож «Трактат» не може обійтися без цього постулату.  

#### Природа конкретного
Вище говорилося про два типи об'єктів: конкретності та властивості/співвідношення. Наводилися приклади конкретностей: Вікіпедія, Іван тощо. Однак ці приклади не буквально ті конкретності, про які роздумує Віттгенштайн. Вони наведені тільки для пояснення. 
Предмет простий, а стани речей незалежні один від одного, тож конкретності мусять відповідати лише точним елементам. Якщо з предмету у стані речей можна зробити висновок решту стану речей, то це не конкретність (окремість).
Наприклад, просторова точка не може бути конкретністю. Якщо точка знаходиться у десь просторі, в інших місцях простору її нема — тож з її місцеположення можна зробити висновок про інші стани речей. Теж саме стосується часових точок. Тож усе просторово-часове не може бути конкретністю в сенсі Віттгенштайна.  
«Трактат» не уточняє того, чому може відповідати конкретністю. Книга оминає це питання як нецікаве. Утім існують дві інтерпретації: можна припустити, що конкретностями є матеріальні точки з фізики або елементи чуттєвого поля. У цих двох випадках йдеться про елементи з властивостями, з яких неможливо зробити висновок про будь-що інше у світі.

## Теорія образу
Для Віттгенштайна образ характеризується тим, що він зображає. Ця можливість завбачає щось спільне між образом і зображанням, ця спільність є формою. Якщо образ є образом певного об'єкта, то це завдяки ідентичності їхніх форм. Існує ізоморфізм між зображенням та зображуваним.
Цей ізоморфізм не слід сприймати в «конкретному» сенсі — мати ту ж форму не означає бути схожим. Про два предмети можна сказати, що вони маю однакову форму, коли можна встановити відповідність між кожним із елементів цих двох предметів.
Твердження «Rab» є образом факту "Rab", якщо всі складові речення знаходять відповідність у факті. Знак «R» відповідає "R", знак «a» — "a" тощо.
У Віттгенштайна образи є частиною світу, вони самі є фактами. Просту ілюстрацію цієї ідеї знаходимо на прикладі фотографії чи топографічної карти. Фотографії та карти є в світі, одночасно вони образи в сенсі Віттгенштайна — можна встановити відповідність 
точка за точкою між картою міста й справжнім містом. 
Відповідно до «Трактату», можливість зображення полягає в ідентичності форми. Однак саму цю форму зобразити неможливо. Неможливо отримати зображення того, що дає образу здатність зображати. Якби було інакше, то сама форма мала б форму, що Віттгенштайн відкидає.

## Філософія мови

### Мова як образ
Порівняно з концепцією мови, яку Віттгенштайн розробив пізніше, міркування в «Трактаті» здаються біднішими. Мова покликана відображати світ і створювати його образ. Вона порівнюється з реальністю, з якою має спільну форму.
Тож існує точна паралель між реальністю та мовою. Що справедливо щодо факту й об'єкта, стосується також їхнього представлення у мові — речення і назви. Речення — найпростіший елемент мови. Назву не можна розглядати незалежно від речення, і її не можна вставляти в будь-який контекст. 
Відтворюється вже присутній комбінаторний характер — як різні комбінації об'єктів дозволяють отримати різні факти, так само різні комбінації назв утворюють різні речення. 
По суті образ, мова розглядаються в однозначному відношенні до речення (4.001). Прагматична функція мови повністю окультна, те, що не є репрезентацією, не варте уваги. На відміну від цього, пізніше Віттнегштайн цікавитиметься прагматичною лінгвістикою, відкинувши «репрезентативну» концепцію «Трактату».

### Знак і символ
Хоча лексиці Віттгенштайна часто бракує точності, він відрізняє знак від символу. Знак це матеріальний елемент символу. Різні символи можуть відповідати одному знакові, й один і той же символ може відповідати багатьом знакам.
Той факт, що в природній мові знак можна пов'язати з різними символами, є витоком філософської плутанини. Задача логіки в тому, щоб розвіяти цю неоднозначність. Знак «є» не відповідає однаковим символам в реченнях «Сократ є», «Сократ є вчителем Платона» та «Сократ є філософом». Перше речення стверджує існування індивіда, друге — стосунки двох знаків, а третє — властивість індивіда. Тож кожне з цих речень має різну логічну форму, а мова маскує цю різницю.
мова приховує думку. І до того ступеня, що неможливо за зовнішньою формою одягу розпізнати форму думки, яка в неї одягнена (4.002)
Ця ідея перекликається з філософією Расселла, зокрема з теорією визначених описів. У ній відчувалася певна спільна з Віттгенштайном зневага до мови. Позиція Віттгенштайна складніша. Друг Расселла, на відміну від нього самого, не має бажання заради логіки реформувати природні мови. Він критикує тільки використання мови в філософії.   

### Різні типи речень
Трактат намагається визначити межі того, що можна сказати змістовно. Тож Віттгенштайн розрізняє речення змістовні й беззмістовні.
Він визначає три типи тверджень:
- Змістовні речення (нім. sinnvoll)
- Беззмістовні речення (нім. unsinnig)
- Речення поза змістом, нісенітницю (нім. sinnlos)

Тільки перша категорія включає  «речення» у строгому сенсі. Дві інші категорії є не більше ніж «псевдо-реченнями». Для Віттгенштайна справжнє речення має зміст, якщо змісту нема, то це не «речення».

#### Умови сенсу

##### Значення та вжиток
Критерії, які дозволяють Віттгенштайну сказати, що вираз змістовний, дуже вимогливі. Вираз змістовний, якщо його складові мають значення. Тож усі вирази, я яких терміни не позначають чогось, виключаються із змістовних — це стосується метафізики, але також і вигадки. Трактат стверджує, що фраза на кшталт «Улісса висадили на землю Ітаки в глибокому сні» беззмістовна, оскільки знак «Улісс» не позначає нічого.   
Тож, зрозуміло, що знаки не можна розглядати у відриві від речень — цей критерій беззмістовності має інше формулювання. Речення беззмістовне тоді, коли використовує знаки неправильно. Якщо знак вживається в контексті, де він не може фігурувати (через форму), речення позбавлене змісту. Речення «Петро їсть перший номер»  беззмістовне — термін «перший номер» не може так сполучатися із «їсть». 
Однак, теорія Віттгенштайна має нюанси. «Склянка води випила Петра» — беззмістовне речення, але «склянка води», «випити» та «Петро» можуть бути зв'язані. «Петро випив склянку води» — змістовне речення. Важливо те, як знаки скомбіновані. Якщо певні знаки не можуть ніколи бути пов'язані, для інших досить, щоб зв'язок підпорядковувався певним обмеженням, і тоді твердження стає змістовним. 

##### Верифікованість
Для Віттгенштайна «Трактату» змістовні речення відповідають критерію верифікованості. Мова не йде про можливість ефективно верифікувати твердження чи про знання методу, який дозволив би здійснити таку верифікацію. Верифікованість тут слабка. Речення змістовне, якщо можна уявити собі, що його можна верифікувати — нема навіть потреби окреслення умов теоретичної перевірки.

#### Речення з порожнім змістом та безглузді
Висловлювання, що не мають змісту, є псевдо-висловлюваннями, але псевдо-висловлювання не дорівнюють висловлюванням беззмістовними. Як не дивно, «Трактат» не ототожнює те, що не має змісту з беззмістовним;  вираз, що не має змісту, не обов'язково беззмістовний.
Віттгенштай встановлює різницю між псевдо-реченнями:
- нім. unsinnig — незмістовні.
- нім. sinnlos — ті, що перебувають поза змістом, безглузді.

Ці дві категорії відповідають дуже різним елементам, але в переклад часто прокрадається помилка. 

##### Незмістовні речення
У цьому розділі використано поняття точної логіки. Дивіться статтю  Числення предикатів. 
Позбавленими змісту (незмістовними) є формальні речення. Вони не вносять нічого нового і не містять інформації. Такими Віттгенштайн вважає логічні та математичні вирази. 
Ці «речення» не відображають реального, вони є тільки формою нашої думки. {\displaystyle A\rightarrow A} не говорить нічого про те, що існує: у всіх можливих світах цей вираз правильний. Це логічна тавтологія: таблиця істинності цього виразу дає тільки значення «правда» (або 1).
Статус, який «Трактат» надає цим висловлюванням, дуже своєрідний. Насправді тавтології не є буквально «істинними». Щоб речення було істиною треба, щоб йому відповідав факт. Істинне речення визначає місце реального світу в сукупності можливих світів — якщо "Rab" є фактом, речення «Rab» відрізняє факт (реальний) від станів речей, що не реалізувалися. Воно вказує щось на те, що має місце, і на те, що не має місця.
А от тавтології заповнюють сукупність логічних просторів без відмінностей. Вони не говорять нічого про те, що має чи не має місця, бо вони проголошують тільки те, що завжди має місце. Вони виражають необхідне. Тож Віттгенштайн викидає їх із домену змістовного. Коли я знаю, що «2 + 2 = 4», я знаю тільки форму моєї думки. Жодної інформації про світ не повідомляється.  Але Віттгенштайн прагне сказати, що те ж саме стосується складніших виразів: «2 + 185 462 − 3 =  200 000 − 165 461» не несе більше інформації, ніж «A = A».
Так Віттгенштайн знімає  питання про знання логічних об'єктів доведенням до абсурду. Логічного знання не існує, існує лише  тривіальне знання. Необхідне не має того ж статусу — ми його не «знаємо».
Ті ж міркування вочевидь працюють і щодо протиріч. Хибні в усіх випадках, вони протилежність тавтологіям, і розглядаються аналогічно.

##### Беззмістовні речення
Те, що Віттгенштайн називає беззмістовним, покриває численні й різноманітні речення. Беззмістовні не тільки твердження метафізичні та речення літератури, але й етичні та естетичні висловлювання. Тут важлива різниця між тим, що можна й не можна говорити. Речення незмістовні не можна говорити, але вони не проблема — вони й не претендують на інформативність. Інша справа — беззмістовні речення. Це висловлювання, що ніби кажуть щось про реальність, але насправді цього не роблять, зокрема тому, що не можуть. Критерії змістовності, сформульовані в «Трактаті», відкидають всі висловлювання, що не описують факти зі змістовного домену.
Беззмістовні висловлювання не ідентифікуються як абсурдні. Речення не мають змісту не тому, що вони говорять про неважливе. Навпаки, те, про що намагаються говорити деякі псевдо-речення має величезну важливість — помилка лише в тому, що вони роблять спробу виразитися засобами мови. Трактат дозволяє собі окреслити різні категорії беззмістовних псевдо-речень.
Між ними можна знайти метафізичні висловлювання та нісенітниці, але ще  етичні й естетичні висловлювання, ставлення до яких особливе. Щодо філософських висловлювань, то можна сперечатись, але ясно, що філософія продукує тільки псевдо-речення. 
Щодо «Логіко-філософського трактату» часто згадують його антиметафізичний аспект. Віттгенштайн критикує в ньому метафізику як абсурдну.  Вона використовує терміни, що нічого не означають (наприклад, першооснова, абсолют). А ще вона використовує слова буденної мови, не перевизначаючи їх для нового контексту. Так вона руйнує основи змістовного дискурсу.
Щодо філософії, то вона потрапляє в пастку буденної мови й залишається сліпою стосовно реальної структури думки. Вона чіпляється за природну граматику й не бачить логічної граматики слів. Вона плутає знаки і символи й докочується до абсурду.
А от до етики й естетики Віттгенштайн ставиться з шаною. Хоча ці області обмежені тільки кількома реченнями в кінці твору, вони все ж заслуговують на інтерес. Трактат підходить до них з позицій логіки. Як і вона, етика та естетика зумовлені світом — як світ не можливо уявити без логіки, так само його неможливо уявити без етики й естетики. У цьому етика й естетика трансцедентальні (6.13, 6.421). Той факт, що не можна говорити про ці речі не відбирає у них важливості.

### Афоризми 6.N
Віттгенштайн постулює суттєву форму будь-якого речення. Він використовує позначення {\displaystyle [{\bar {p}},{\bar {\xi }},N({\bar {\xi }})]}, де
- {\displaystyle {\bar {p}}} — атомарні речення,
- {\displaystyle {\bar {\xi }}} — будь-яка підмножина речень
- {\displaystyle N({\bar {\xi }})} — заперечення усіх речень із {\displaystyle {\bar {\xi }}}.

Афоризм 6 стверджує, що будь-яке логічне речення можна вивести з послідовності NOR операцій на сукупності атомарних речень. Це твердження Віттгенштайн сформулював мовою числення предикатів, спираючись на логічну теорему Генрі Шеффера. N-оператор Віттгенштайна — ширший, нескінченний аналог штриха Шеффера, який, коли його застосувати до множини речень, продукує речення, еквівалентне запереченню кожного з речень тієї множини. Віттгенштайн показав, що такий оператор може впоратися зі всією предикативною логікою з тотожністю, даючи означення кванторам афоризму 5.52 й показуючи, як після цього можна працювати з такою тотожністю (5.53-5.532).
Підпункти афоризму 6 містять додаткові філософські рефлексії про логіку, пов'язуючи ідеї знання, думки, апріорного й трансцедентального. Останні висловлювання відстоюють думку, що логіка  математика виражають тільки тавтології й є трансцедентальними, тобто лежать зовні метафізичного суб'єкта світу. У свою чергу, логічно ідеальна мова не здатна продукувати змістовність, вона може тільки відображати світ, тобто, речення логічної мови не можуть залишатися змістовними, якщо вони тільки є відображенням фактів. 
Починаючи з афоризмів 6.4-6.54, «Трактат» переносить увагу з логічних міркувань до того, що можна вважати традиційними філософськими питаннями (Бог, етика, мета-етика, смерть, воля) та, менш традиційними, містичними. Філософія мови «Трактату» намагається продемонструвати її межі — визначити точно, що можна й не можна сказати змістовно. До того, що можна сказати змістовно, Віттгенштайн відносить речення природничих наук, до беззмістовного те, що традиційно асоціюють з традиційною філософією — наприклад, етику й метафізику.  Кумедно, зважаючи на це, що передостаннє речення Трактату (6.54), стверджує, що, зрозумівши афоризми, стає ясно, що вони беззмістовні, а тому їх слід відкинути. Тоді афоризм  6.54 стикається з важкою інтерпретативною проблемою. Якщо так звана теорія образів щодо змісту, правильна, і неможливо уявити логічну форму, тоді теорія, намагаючись сказати щось про мову, зважаючи на те, що світ змістовний, підриває сама себе. Тобто, теорія образів змістовності потребує того, щоб щось було сказано про те, що логічна форма, яку речення повинні поділяти з реальністю, щоб зробити зміст можливим. Для цього потрібно зробити саме те, що теорія образів забороняє. Може скластися враження, що метафізика та філософія мови, за яку ратує «Трактат», веде до парадоксу: щоб «Трактат» проголошував істину, він повинен би бути беззмістовним, застосовуючи свій власний підхід; але щоб цей підхід зробив речення Трактату беззмістовними (у власному сенсі), сам Трактат повинен проголошувати істину. 

## Концепція філософії
В основному сформульована в афоризмах з 4.003 по 4.116, концепція філософії «Трактату» є частиною тих елементів, що зробили його впливовим. Пропонуючи водночас нове бачення дисципліни та критику філософії загалом, Віттгенштайн встановлює філософію як діяльність, пов'язану з мовою і змістовністю.

### Наука і філософія
Філософія для Віттгенштайна безсумнівно відмінна від науки. Ні метод, ні точність не лежать в основі цієї відмінності — філософія і наука просто не мають одного й того ж об'єкту вивчення. Наука ставить перед собою мету правильно описати світ, її об'єкт — реальність. Об'єкт філософії не реальність, вона не говорить про світ і не ставить перед собою мету це робити. «Ясно, що для Віттгенштайна розуміння повноти різноманітних підходів філософії до науки є саме собою одним з принципових завдань філософських студій, і погане розуміння цієї відмінності є принципіальною складністю філософа».
Тож філософія не продукує жодного істинного речення. На відміну від науки, яка створює теорії, філософія подає себе як діяльність. Теорія — це сукупність тверджень, а філософія цим в жодному разі не є. Філософія продукує роз'яснення тверджень, а не нові твердження. Нема філософських речень, тоді як наукові речення можливі. Філософія вторинна, вона повертається до тверджень інших дисциплін. Віттгенштайн відкидає ідею мета-мови, філософські висловлювання не є мета-висловлюваннями, вони тільки псевдо-речення. Тож філософія приречена продукувати беззмістовність.

### Філософія як діяльність
Віттгенштайн визнає філософію у тому її аспекті, що вона є діяльністю з логічного роз'яснення думки. Філософія девуалює логічні форми висловлювань, приховані в природній мові. Тож вона дозволяє зірвати маску з псевдо-речень, показуючи, що терміни  вжито не у відповідності з формою слів, або висвітлюючи значення назв. Тому вона є «критикою мови» (4.0031).
Ця критична діяльність не стосується, втім усього вжитку мови. Віттгенштайн не вважає, що буденна мова хибна. Навпаки, «усі речення нашої звичної мови насправді є такими, якими вони є, організованими на логічно досконалий фасон» (5.5563). Автор «Трактату» засуджує помилки та беззмістовність тільки в філософських та метафізичних дискурсах. 
Філософія виносить на показ те, що завжди перед нашими очима, і що через ту ж причину ми не бачимо. У цьому сенсі концепція філософії, як її представляє молодий Віттгенштайн, узгоджується з тією, яку він відстоюватиме у «Філософських дослідженнях», де він напише: «Філософія задовільняється тим, що виставляє перед нами усі речі, нічого не пояснюючи і не виводячи. — Оскільки все тут, відкрите для споглядання, пояснювати нічого»   (§126).

### Критика філософії
Віттгенштейнова концепція філософії служить йому для того, щоб засудити ту філософію, яку практикували до нього. Філософи неправильно використовували мову, складали тільки беззмістовні речення й використовували терміни, що нічого не позначали. Гірше, вони помиляються щодо природи того, що вони роблять: їм здається, що вони говорять про реальність, а це не так. Тому філософія вважає себе теорією, наукою.
Статус філософії, який Віттгенштай відстоює, не визначений ним точно. Віттгенштайнова філософія збігається з поганою в тому, що не говорить про реальність. Якщо Трактат не має жодних ілюзій щодо статусу того, що він проголошує, він усе ж порушує умову змістовності, яку сам визначив.  Передостанне речення Трактату стосується цього позірного парадоксу, пояснюючи, що твір є по суті "роз'ясненнями", щодо яких читач поступово прийде до висновку, що вони беззмістовні, і їх треба подолати, щоб "бачити світ правильно".

### Сенс і філософія
Філософія не обмежується тим, що проливає світло на беззмістовне, вона також є діяльністю, що розмежовує змістовне і беззмістовне. Саме вона визначає, що з царини думки можна говорити. Тож вона грає з перспективи Трактату ключову роль.
Вона задає умови дискурсу змістовного й дискурсу беззмістовного. Її корисність з такої позиції не фіксована. Філософія може або зупинитися на демаркаційній лінії, або ж продовжувати перти далі, відіграючи регулятивну роль. Так критика мови може бути використана раз і делімітувати критерії беззмістовного, або залишатися перманентно, оновлюючись ефективним аналізом мови відповідно до сформульованих критеріїв.